# Тарракон
Таррако́н (лат. Tarraco/Colonia Tarraco) — древний город в Испании на побережье Средиземного моря (ныне Таррагона). В 218 году до н. э. полис был завоёван римлянами и стал столицей римской провинции Ближняя Испания. При Юлии Цезаре в Тарраконе основана римская колония (лат. Colonia Tarraco). После объединения с Галисией в конце I века до н. э. возникла провинция Тарраконская Испания.
После успешного завершения Кантабрийской войны в Тарраконе зимовал Октавиан Август, построивший в городе многочисленные здания в честь победы. Материал для зданий использовали в том числе из каменоломни "Эль-Медол".
Руины римских сооружений были включены в список Всемирного наследия ЮНЕСКО в Испании, в 2000 году.

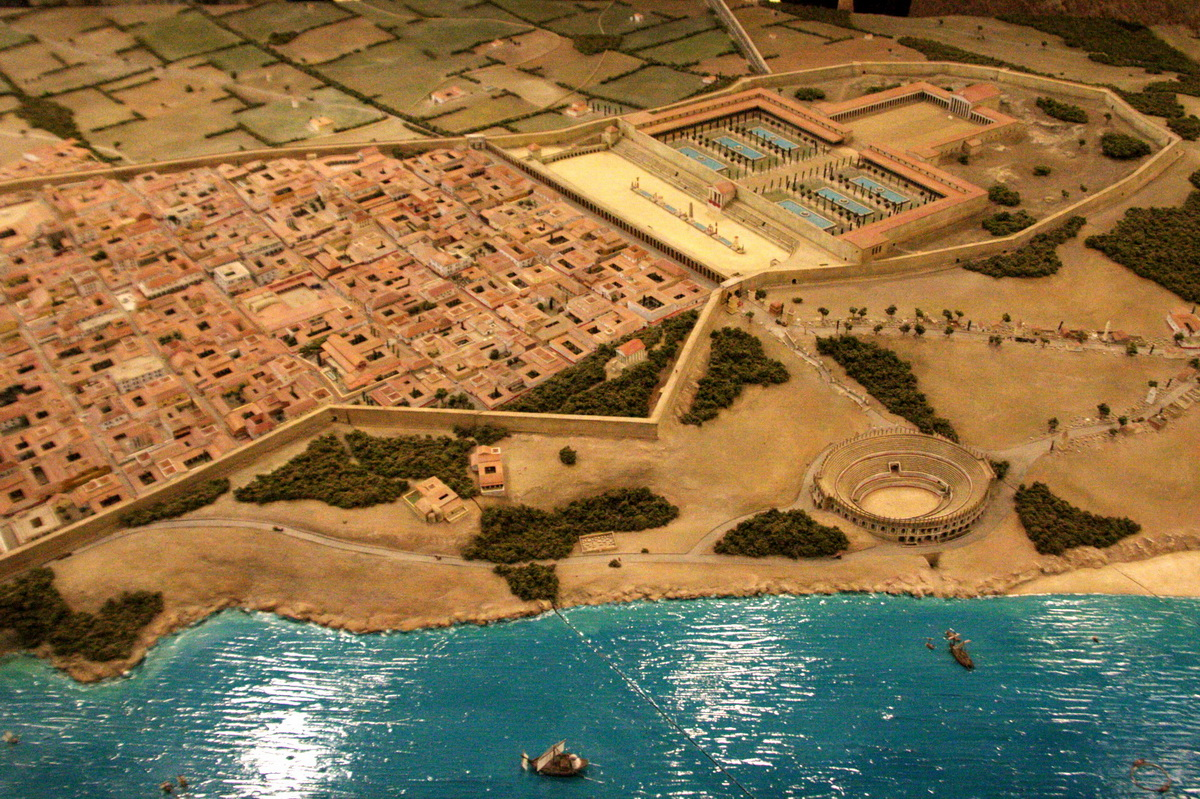
Реконструкция Тарракона